# (64070) NEAT
(64070) NEAT est un astéroïde de la ceinture principale.

## Description
(64070) NEAT est un astéroïde de la ceinture principale. Il fut découvert le 24 septembre 2001 à Fountain Hills par Charles W. Juels et Paulo R. Holvorcem. Il présente une orbite caractérisée par un demi-grand axe de 2,46 UA, une excentricité de 0,21 et une inclinaison de 12,5° par rapport à l'écliptique.

## Compléments